# Kanitha Wichiencharoen
Khunying Kanitha Wichiencharoen (Bangkok, 4 de noviembre de 1920- Bangkok, 12 de mayo de 2002) también conocida como Kanitta Wichiencharoen, fue una abogada y monja budista tailandesa. Dedicó su vida a la defensa de los derechos de las mujeres y la infancia. En 1990 creó el Instituto de Investigación de Género y Desarrollo, en 1998 fue cofundadora de la Asociación para la Promoción de la Condición de las Mujeres clave en el reconocimiento de los derechos básicos de las mujeres tailandesas. También destacó por su defensa del derecho a la educación de las mujeres y las jóvenes. Luchó para lograr la ordenación de monjas en Tailandia con la esperanza de dar a las mujeres jóvenes acceso a la educación budista y al trabajo social. Tuvo un papel clave para el avance en derechos tanto para las monjas budistas como para las laicas. 

## Biografía
Khunying Kanitha Wichiencharoe nació el 4 de noviembre de 1920 en la familia Sen. Su padre era un rico abogado, nombrado senador en 1932. Decidió dar a sus dos hijas una educación poco frecuente en las mujeres de la época. Su hermana, Kanok Samsenvil fue también activista por los derechos de las mujeres en Tailandia. Cuando se graduó de la Escuela del Convento de San José, asistió a la Universidad de Thammasat y estudió contabilidad y derecho. En ese momento, había muy pocas mujeres asistiendo a la universidad por lo que se convirtió en una de las primeras mujeres universitarias de Tailandia. Después licenciarse en Tailandia, trabajó como consejera con mujeres que habían sufrido abuso y discriminación durante dos años antes de estudiar derecho internacional en la American University y en la Universidad de Columbia en Estados Unidos,  y en Universidad de Ginebra en Suiza, y se especializó en Relaciones Internacionales con el objetivo de dedicarse a la diplomacia. Se inspiró para estudiar Trabajo Social en la Universidad de Harvard.
Tuvo su primer empleo en Naciones Unidas, posteriormente trabajó en el Ministerio de Asuntos Exteriores Tailandés, en Standard Vacuum Oil Company, en la Organización de Turismo y en la Thai-American Association. En paralelo realizó su trabajo social.
En 1969 dirigió la Asociación Internacional de Mujeres de Tailandia, la asociación para la promoción del estatus jurídico de las mujeres. De 1978 a 1980 trabajó en la Comisión Nacional de Asuntos de las Mujeres de Tailandia. De 1962 a 1965 dirigió la Asociación de Mujeres Abogadas de Tailandia y de 1998 a 2002 dirigió la Asociación para la Promoción de la Condición de las Mujeres (Association for the Promotion of the Status of Women), de la que fue cofundadora en 1982, que tuvo una importante influencia en lograr derechos básicos para las mujeres de Tailandia y que cuenta con el apoyo del Patronato Real de HRH princesa Soamsawali. También creó la Asociación de Jóvenes Budistas de Tailandia y el Mahapajapati Theri College.
Durante toda su vida trabajó en defensa de los derechos de mujeres y menores en Tailandia. En 1974 creó un Hogar de Emergencia para mujeres víctima de violencia de género en Bangkok que se mantiene activo. En el hogar existe una Clínica para mujeres, en su mayoría mujeres embarazadas sin hogar y por la que han pasado miles de mujeres.
En mayo de 1989 creó el Women's Education and Training Center para capacitación profesional de las mujeres. Los servicios están disponibles tanto para las mujeres del Hogar de Emergencia como para las mujeres en general.
En octubre de 1990 también fundó el Instituto de Investigación sobre Género y Desarrollo (GDRI) poniendo en marcha programas para incorporar a las mujeres en la agenda política y mejorar la participación plena y efectiva de las mujeres en la vida política y social.
En octubre de 1993 se ordenó monja budista para estudiar el Dharma durante la tercera reunión de la Internacional Budista de Mujeres en Sri Lanka.
Wichiencharoen es también recordada por ser la fundadora del primer colegio de monjas budistas en Tailandia, Mahapajapati Theri College.  Se dedicó especialmente a restaurar la ordenación de las monjas en Tailandia con la esperanza de dar a las mujeres jóvenes acceso a la educación budista y el trabajo social, frente a las limitaciones impuestas por la sociedad de la época que les reservaba como futuro la opresión doméstica el trabajo en la fábrica o la prostitución. Su lucha fue clave en la obtención de derechos tanto para las monjas budistas como para las laicas.
Murió en el Hospital Siriraj de Bangkok a causa de un cáncer a los ochenta y dos años.